# 別拉亞河 (安加拉河支流)
別拉亞河是俄羅斯的河流，屬於安加拉河的左支流，由伊爾庫茨克州負責管轄，河道全長359公里，流域面積約18,000平方公里，發源自薩彥嶺。